# Dealey Plaza

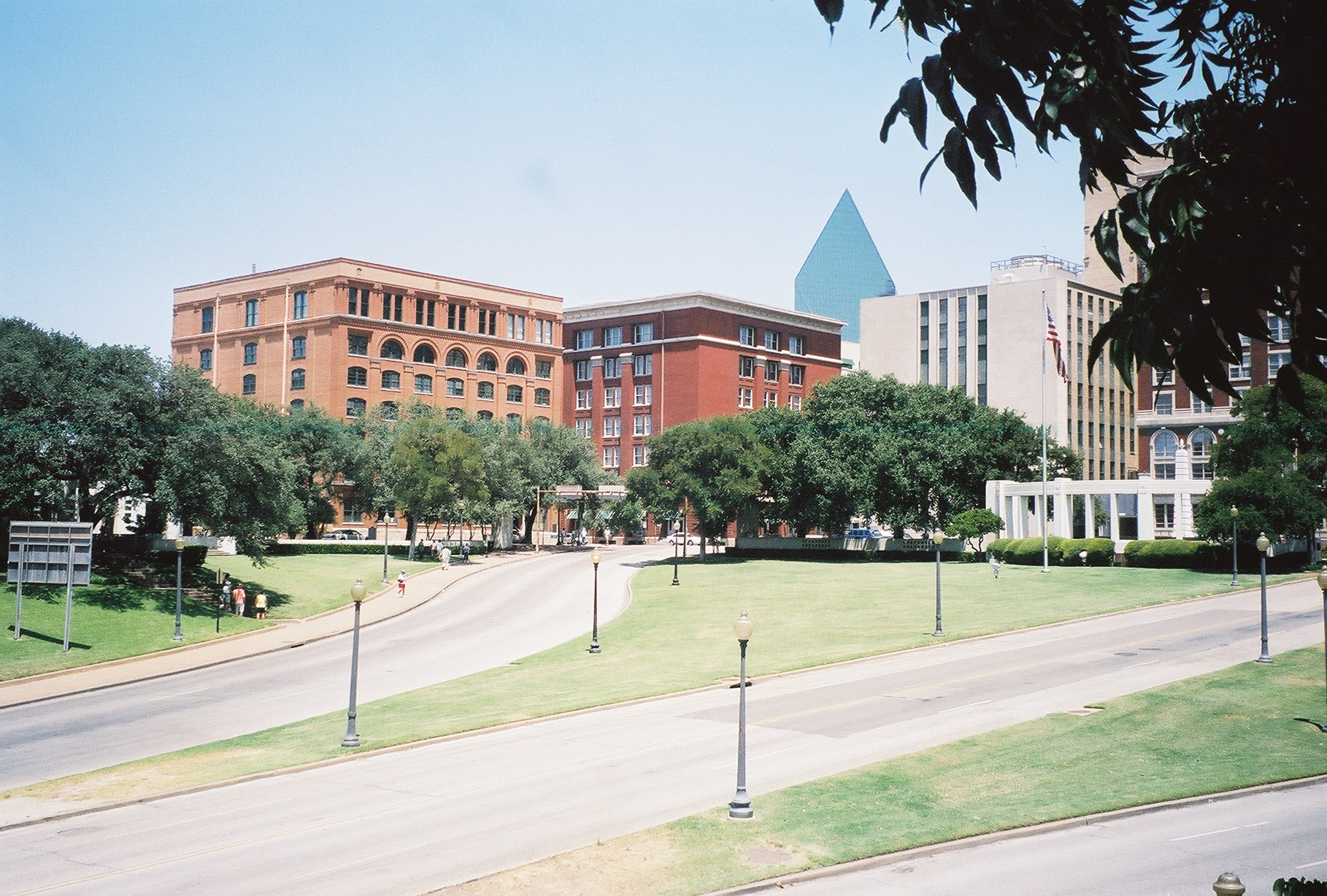
Die Dealey Plaza 2003 – links das Texas School Book Depository

Die Dealey Plaza [diːli] ist ein Platz in Dallas, Texas (USA), der eine Parkanlage umschließt. Am 22. November 1963 geschah dort das Attentat auf US-Präsident John F. Kennedy.

## Bausubstanz
Die von 1934 bis 1940 erbaute Dealey Plaza bildet einen Teil des westlichen Abschlusses der Innenstadt von Dallas. Sie wurde nach dem langjährigen Verleger der Dallas Morning News und Philanthropen George Bannerman Dealey (1859–1946) benannt. Drei Parallelstraßen treffen sich hier, um im Westen eine Bahnstrecke zu unterqueren. Die anderen drei Seiten der Plaza bilden mehrgeschossige Gebäude, darunter das Texas School Book Depository, ein Lagerhaus auf der Nordseite. Die Bausubstanz der Plaza wurde seit dem Attentat kaum verändert. Die wenigen Umgestaltungen des Platzes werden derzeit von der Stadt Dallas rückgängig gemacht.
Seit dem 12. Oktober 1993 hat die Dealey Plaza als Historic District den Status eines National Historic Landmarks, nachdem sie sechs Monate zuvor als Dealey Plaza Historic District in das National Register of Historic Places eingetragen worden war.

## Attentat auf John F. Kennedy

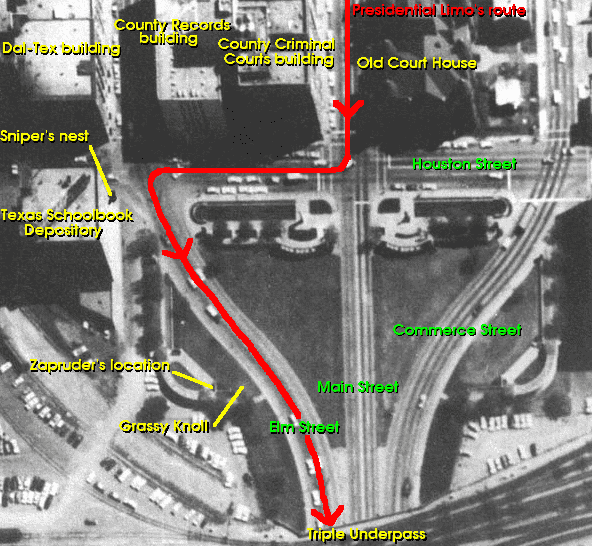
Die Dealey Plaza mit dem Fahrtweg der Präsidentenlimousine

Am 22. November 1963 wurde US-Präsident John F. Kennedy unterwegs vom Flughafen in die Innenstadt an der Dealey Plaza erschossen. Offiziellen Angaben zufolge wurde der tödliche Schuss aus dem Texas School Book Depository durch Lee Harvey Oswald abgegeben.
Mindestens 38 Zeugen meinten, von einem als Grassy Knoll bekannt gewordenen Hügel im Nordwesten der Plaza ebenfalls Schüsse gehört zu haben. Zu ihnen zählen u. a. der Polizist Joe Marshall Smith (1932–1983), der Soldat Gordon Arnold (1941–1997), der Autohändler James Tague (1936–2014) und der Amateurfilmer Abraham Zapruder (1905–1970).